# 国家労働奉仕団
国家労働奉仕団（こっかろうどうほうしだん、独：Reichsarbeitsdienst、略称：RAD）は、ナチス・ドイツで失業対策として設立された労働組織であり、第二次世界大戦中、ドイツ軍の支援を行った補助機関でもある。アメリカ合衆国における市民保全部隊に似た組織である。

## 組織

女性部隊用団旗

組織は大きく分けて男性が所属する「Reichsarbeitsdienst Männer（略称RAD/M）」と女性が所属する「Reichsarbeitdienst der weiblichen Jugend（略称RAD/wJ）」の二つが存在した。
年齢は17～25歳までのアーリア系ドイツ人が所属、6ヶ月間各種労働奉仕活動を行っており、男性は徴兵への準備期間としていた。RADは40の労働管区（Arbeitsgau）から構成され、各労働管区はそれぞれ、本部スタッフとWachkompanie（保衛中隊）によって運営された。各管区には6～8個の労働大隊（Arbeitsgruppen）があり、各大隊には1,200～1,800名が所属した。1個大隊は200～300名が所属する中隊（RAD-Abteilung）6個、各中隊は4個小隊（約70名）からなり、各団員にはシャベルと自転車が支給された。

## 歴史
RADはヴァイマル共和政時代のハインリヒ・ブリューニング首相率いる社会民主党政権下で1931年6月5日に創設された「奉仕勤労団（Freiwilliger Arbeitsdienst、FAD）」を起源としており、大恐慌の影響で増加した失業者対策として運河建設などを行っていた。
ナチスが政権を掌握した後の1935年、同党の「国家社会主義義勇勤労奉仕団（Nationalsozialistischer Arbeitsdienst、NSAD）」などと合流、6月6日に公布された国家勤労奉仕法により国家組織となり、同月26日に国家労働奉仕団として設立した。RAD団員は、様々な市民サービス、軍事建設、公共事業、農業計画に従事しており、コンスタンティン・ヒールルが創設から最後まで総裁を務めた。ナチス政権下でRADは準軍事組織（Wehrmachtgefolge）とされた。RADは1939年9月のポーランド侵攻以前はアウトバーン建設を行い、戦争勃発後は軍用道路、飛行場、鉄道の建設、補修などが主な仕事となった。
1939年10月の時点で、1700個RAD中隊、総勢350,000名が所属しており、フランス侵攻時には約900個中隊、ノルウェーにも18個中隊が送られ、同地やフィンランドなどで道路建設に従事した。1941年にバルバロッサ作戦が発動されると、5個自動車化RAD大隊（15個中隊）が所属、1942年、東部戦線では472個中隊が活躍した。さらに同年8月以降は陸軍、空軍により直接徴兵され始めるようになった。その他ドイツ、フランスには空軍支援部隊として56個中隊、20,000名以上が処々の仕事を任されていた。
1943年になると空軍支援部隊として6週間対空砲の訓練を行い、420個中隊が空軍高射砲部隊に所属し、他にも対戦車部隊、対空部隊など独自に軍隊化し、空軍から高射砲の運用を任され、88mm砲、105mm砲を所有、対空、対戦車に活躍した。
1944年9月、連合軍がマーケット・ガーデン作戦を発動すると、RAD2個中隊が歩兵、砲兵として前線に投入され、以後はドイツ軍最後の人的資源となった。
ドイツの敗色が濃厚となった1945年には、RADの訓練期間も短縮され、軍事訓練のみを行った。また、国民突撃隊の創設も進んでおり、RADもこれに吸収される可能性があったが、総裁ヒールルが自身の権力維持のためにこれを拒否し、最後まで準軍事組織として生き残った。ただし、1945年4月、徴兵寸前の青年により3個師団（RAD第1、2、3師団）が設立され、後にドイツ史上の愛国者の名を冠して「アルベルト・レオ・シュラゲター（ルール占領時、仏軍への抵抗運動に参加し銃殺された人物）」「フリードリッヒ・ルートヴィッヒ・ヤーン（「ドイツ式体操」の考案者で18～9世紀におけるドイツ統一運動の先駆者の一人）」「テオドール・ケルナー（ナポレオン戦争中に戦死した軍人。愛国詩人として有名）」とそれぞれ改名し、ヴァルター・ヴェンクの第12軍に所属、「フリードリッヒ・ルートヴィッヒ・ヤーン師団」と「テオドール・ケルナー師団」はベルリン救出作戦に参加、ポツダムまで進撃を見せた。
RAD第4師団「ギュストロウ」が1945年4年からメクレンブルクで編成中であったが、実戦に出ることなく終戦を迎えた。
また、ドイツ赤十字の救助隊を源流とする第9山岳師団・北部（ノルウェー）と、同盟の第9山岳師団・東部（シュタイアーマルク）が計画されていた。このうち後者は最終的に、RAD主体の2個連隊「シュタイアーマルク」と「エンス」を基幹とする山岳師団「シュタイアーマルク」として結実した。同師団はRAD団員のほか、陸海空軍や武装親衛隊・警察、各種の軍学校などの人員で編成され、1945年4月中旬から敗戦までの期間、西進するソ連軍に対して防衛戦闘を行った。

## 制服

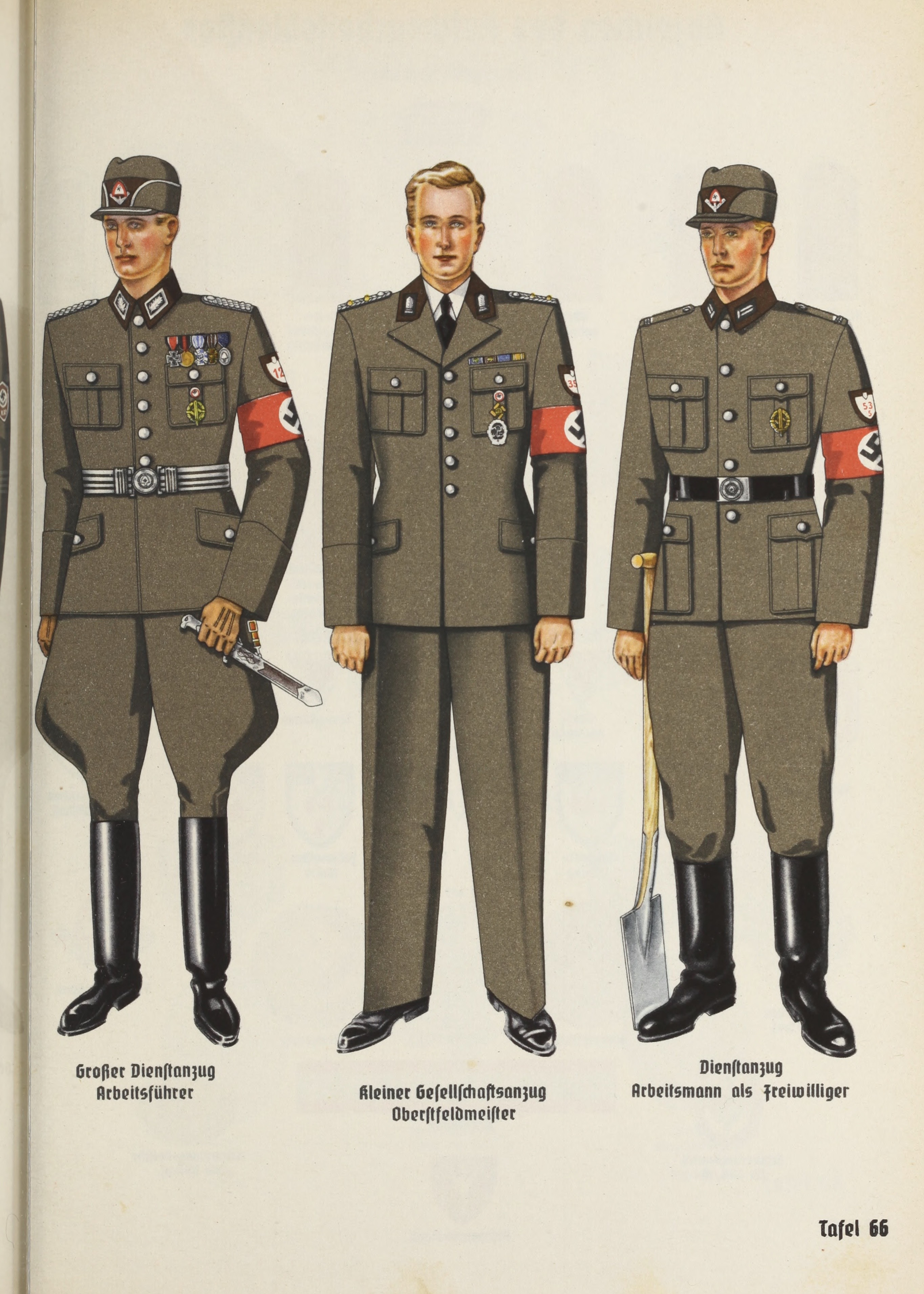
男性隊員の制服
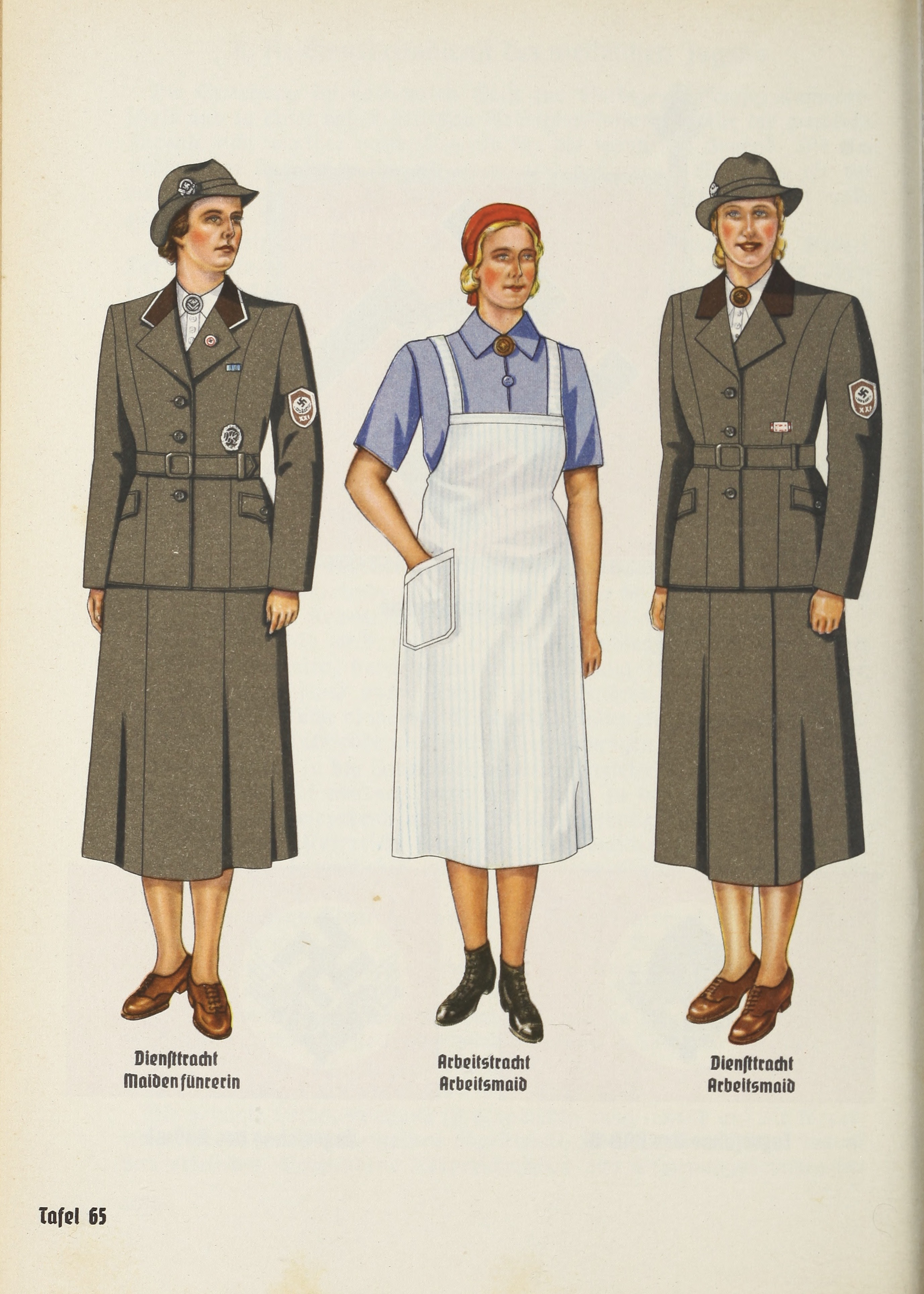
女性隊員の制服
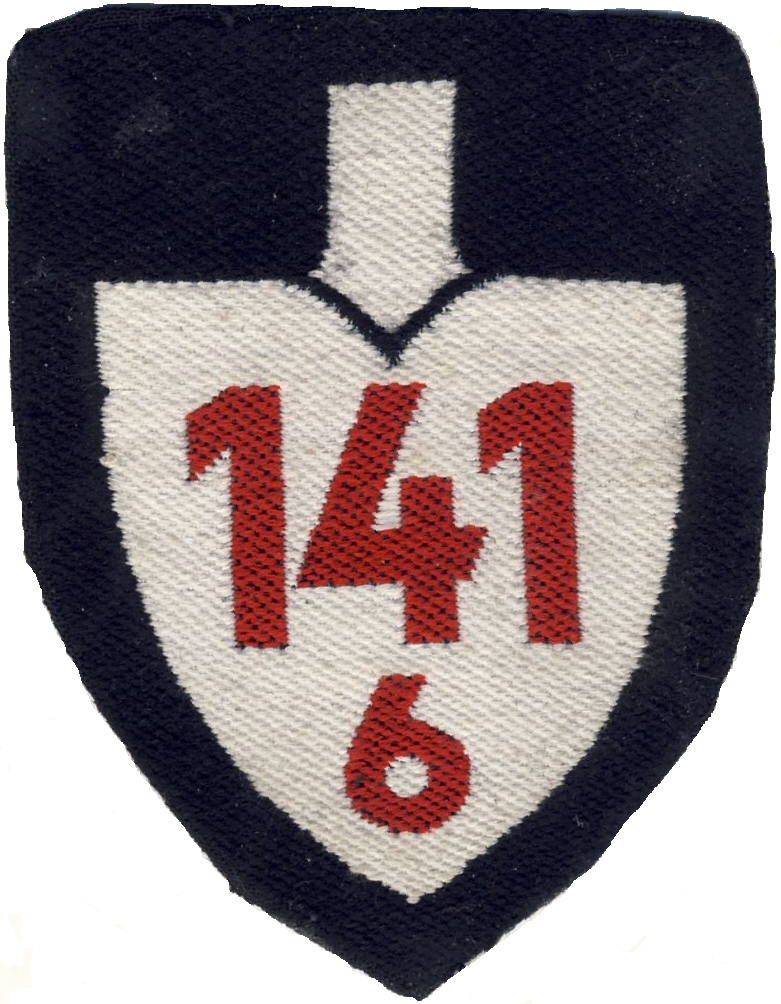
所属部隊を示す袖章
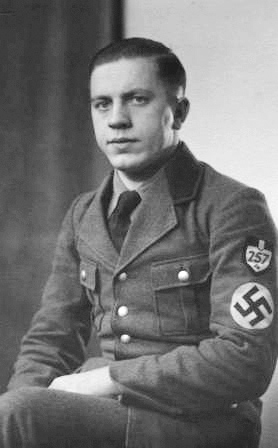
袖章の装着例

### 階級
| 階級区分   | 階級                       | 訳             | 肩章 | 襟章                                     | 袖章                             | 相当するSS階級                                                          |
| ---------- | -------------------------- | -------------- | ---- | ---------------------------------------- | -------------------------------- | ----------------------------------------------------------------------- |
| 監督官     | Reichsarbeitsführer        | 全国労働指導者 |      |                                          |                                  | 親衛隊全国指導者 (Reichsführer-SS)                                      |
| 監督官     | Generaloberst- feldmeister | 現場監督総監   |      | 親衛隊上級大将 (SS-Oberst-Gruppenführer) |                                  |                                                                         |
| 監督官     | Generalfeldmeister         | 現場監督官     |      | 親衛隊大将 (SS-Obergruppenführer)        |                                  |                                                                         |
| 監督官     | Obergeneralarbeitsführer   | 上級労働監督官 |      | 親衛隊中将 (SS-Gruppenführer)            |                                  |                                                                         |
| 監督官     | Generalarbeitsführer       | 労働監督官     |      | 親衛隊少将 (SS-Brigadeführer)            |                                  |                                                                         |
| 上級指導者 | Oberstarbeitsführer        | 労働指導者長   |      |                                          |                                  | 親衛隊上級大佐 (SS-Oberführer) 親衛隊大佐 (SS-Standartenführer)         |
| 上級指導者 | Oberarbeitsführer          | 上級労働指導者 |      | 親衛隊中佐 (SS-Obersturmbannführer)      |                                  |                                                                         |
| 上級指導者 | Arbeitsführer              | 労働指導者     |      | 親衛隊少佐 (SS-Sturmbannfuehrer)         |                                  |                                                                         |
| 上級指導者 | Oberstfeldmeister          | 現場主任長     |      |                                          | 親衛隊大尉 (SS-Hauptsturmführer) |                                                                         |
| 上級指導者 | Oberfeldmeister            | 上級現場主任   |      | 親衛隊中尉 (SS-Obersturmführer)          |                                  |                                                                         |
| 上級指導者 | Feldmeister                | 現場主任       |      | 親衛隊少尉 (SS-Untersturmführer)         |                                  |                                                                         |
| 下級指導者 | Unterfeldmeister           | 下級現場主任   |      | 親衛隊特務曹長 (SS-Sturmscharführer)     |                                  |                                                                         |
| 下級指導者 | Obertruppführer            | 上級班指導者   |      |                                          |                                  | 親衛隊上級曹長 (SS-Hauptscharführer) 親衛隊曹長 (SS-Oberscharführer)    |
| 下級指導者 | Truppführer                | 班指導者       |      |                                          | 親衛隊軍曹 (SS-Scharführer)      |                                                                         |
|            |                            |                |      |                                          |                                  |                                                                         |
| 労働者     | Untertruppführer           | 下級班指導者   |      |                                          |                                  | 親衛隊伍長 (SS-Unterscharführer)                                        |
| 労働者     | Hauptvormann               | 前任者代表     |      |                                          |                                  | 親衛隊兵長 (SS-Rottenführer)                                            |
| 労働者     | Obervormann                | 上級前任者     |      |                                          |                                  | 親衛隊兵長 (SS-Rottenführer)                                            |
| 労働者     | Vormann                    | 前任者         |      |                                          |                                  | 親衛隊兵長 (SS-Rottenführer)                                            |
| 労働者     | Arbeitsmann                | 労働者         |      |                                          |                                  | 親衛隊上等兵 (SS-Sturmmann) 親衛隊一等兵・二等兵 (SS-Obermann, SS-Mann) |

## その他
意思の勝利 - 劇中にRADが登場する。

## 関連文書
- 黒正巌　労働に歓喜するドイツ青年　大阪朝日新聞、昭和11年6月7-9日, 11日版
- 黒正巌　ナチス独逸は滅びず　日本評論11巻7号　昭和11年